# Zadraga
Zadraga este o localitate din comuna Naklo, Slovenia, cu o populație de 91 de locuitori.